# Liniepark
Liniepark is een park in de buurt Doornbos-Linie in het noorden van de stad Breda.
Het park wordt aan de noordkant begrensd door de Nieuwe Kadijk. In de zuidrand van het park staat een Marokkaanse moskee aan de Archimedesstraat.